# Dexter (Michigan)
Dexter è un villaggio degli Stati Uniti d'America, situato nello Stato del Michigan, nella contea di Washtenaw. La popolazione è di 4067 persone (2010).